# Битка на Гласинцу (1878)
Битка на Гласинцу десила се 21. септембар 1878. године на Гласинцу, када су се сукобиле побуњеничке снаге са аустроугарском војском. Након уласка аустроугарских трупа у Сарајево, окупационе трупе су септембра 1878. године у источној Босни наишле на последњи снажан отпор, на Гласинцу.
Устаници су се утврдили на положају између Бандина Оџака и Шенковића на Гласинцу. Снагу побуњеника чинило је око 7.000 бораца са три топа. Битка је почела рано ујутро у седам сати и трајала је до један сат по подне. Завршила се тешким поразом побуњеничких трупа. После боја побуњеници су се са Гласинца повукли у правцу Рогатице те даље према Горажду и Вишеграду. У борби су аустроугарске јединице имале осјетне губитке. Под командом пуковника Ракосовића аустроугарске трупе ушле су у Рогатицу 22. септембра 1878, а затим и у остала мјеста источне Босне. По уласку у вароши источне Босне одмах је почело разоружавање народа, који је под пријетњом смртне казне позван да преда оружје.
У борби на Гласинцу одиграла се и велика погибија српског становништва у збјеговима на Младу, када је одред аустријских трупа упао у збјегове и извршио многа звјерства.